# Сніжна (Погребищенська міська громада)
Сніжна́ — село в Україні, у Погребищенській міській громаді Вінницького району Вінницької області. Населення становить 593 особи.

## Географія
Село Сніжна розташоване за 26 км від центру міської громади, за 26 км від станції Ржевуська

## Історія
Село засноване не пізніше1770 року. Станом на 1864 рік в селі проживало 942 мешканця. У 1905 році відбулися заворушення селян.
Під час польсько-радянської війни (1919—1920) біля Сніжної більшовицька Перша кінна армія прорвала фронт польських військ. За радянщини з цього приводу біля села було встановлено обеліск.
Під час Другої світової війни село було окуповано фашистськими військами у другій половині липня 1941 року. Червоною армією село було звільнено 29 грудня 1943 року.
На початку 1970-х років в селі знаходилася центральна садиба радгоспу «Новофастівський». Господарство обробляло 2915 га землі, в тому числі 2535 га орної. Виробничий напрям був рільничо-тваринницький. В селі була восьмирічна школа, клуб, бібліотека, медичний пункт.
12 червня 2020 року, відповідно до розпорядження Кабінету Міністрів України № 707-р «Про визначення адміністративних центрів та затвердження територій територіальних громад Вінницької області», Сніжнянська сільська рада об'єднана з Погребищенською міською громадою.
19 липня 2020 року, в результаті адміністративно-територіальної реформи та ліквідації Погребищенського району, село увійшло до складу Вінницького району.

## Населення
За даними перепису 2001 року кількість наявного населення села становила 595 особи, із них 98,65 % зазначили рідною мову українську, 1,01 % — російську, 0,34 % — молдовську.
| Рік            | 1897 | ~1900 | ~1902 | ~1972 | 1989 | 2001 |
| -------------- | ---- | ----- | ----- | ----- | ---- | ---- |
| Кількість осіб |      |       |       | 1181  | 728  | 595  |

### Мова
Розподіл населення за рідною мовою за даними перепису 2001 року:
| Мова       | Відсоток |
| ---------- | -------- |
| українська | 98,65%   |
| російська  | 1,01%    |
| румунська  | 0,34%    |

## Особистості
- Бурлачук Фока Федорович (1914—1997, Київ) — генерал-майор, письменник.
- Міньківський Олександр Захарович — український хоровий диригент, педагог, Народний артист СРСР (1960), лауреат Шевченківської премії (1969).